# Hildesheim Invaders
| Ewige 1.-Bundesliga-Bilanz | Ewige 1.-Bundesliga-Bilanz | Ewige 1.-Bundesliga-Bilanz | Ewige 1.-Bundesliga-Bilanz | Ewige 1.-Bundesliga-Bilanz | Ewige 1.-Bundesliga-Bilanz | Ewige 1.-Bundesliga-Bilanz | Ewige 1.-Bundesliga-Bilanz | Ewige 1.-Bundesliga-Bilanz | Ewige 1.-Bundesliga-Bilanz | Ewige 1.-Bundesliga-Bilanz | Ewige 1.-Bundesliga-Bilanz |
| Jahr                       | Gesamt                     | Gesamt                     | Gesamt                     | Heim                       | Heim                       | Heim                       | Ausw.                      | Ausw.                      | Ausw.                      | TD-Verhältnis              |                            |
| Jahr                       | S                          | N                          | U                          | S                          | N                          | U                          | S                          | N                          | U                          | TD-Verhältnis              |                            |
| -------------------------- | -------------------------- | -------------------------- | -------------------------- | -------------------------- | -------------------------- | -------------------------- | -------------------------- | -------------------------- | -------------------------- | -------------------------- | -------------------------- |
| 1990                       | 3                          | 7                          | 0                          | 1                          | 4                          | 0                          | 2                          | 3                          | 0                          | 122:307                    |                            |
| 1991                       | 0                          | 14                         | 0                          | 0                          | 7                          | 0                          | 0                          | 7                          | 0                          | 54:944                     |                            |
| 2016                       | 5                          | 9                          | 0                          | 2                          | 5                          | 0                          | 3                          | 4                          | 0                          | 445:569                    |                            |
| 2017                       | 3                          | 11                         | 0                          | 2                          | 5                          | 0                          | 1                          | 6                          | 0                          | 253:475                    |                            |
| 2018                       | 4                          | 10                         | 0                          | 2                          | 5                          | 0                          | 2                          | 5                          | 0                          | 145:446                    |                            |
| 2019                       | 10                         | 4                          | 0                          | 6                          | 1                          | 0                          | 4                          | 3                          | 0                          | 413:305                    |                            |
| 2024                       | 7                          | 5                          | 0                          | 4                          | 2                          | 0                          | 3                          | 3                          | 0                          | 398:357                    |                            |
| Gesamt                     | 32                         | 60                         | 0                          | 16                         | 30                         | 0                          | 9                          | 23                         | 0                          | 1830:3403                  |                            |

Die Hildesheim Invaders sind ein deutscher Verein für American Football, dessen 1. Herrenmannschaft zur Saison 2024 in der German Football League spielt.

## Geschichte
Gegründet wurden die Invaders 1983. Gründer sind Dagmar Okunick, Ralf Okunick, Herbert Kleinert, Jens Magdanz, Uwe Karp, Jürgen Karp und Torsten Karp. 1985 schloss sich der Club als Abteilung dem VfV Hildesheim an. In der Saison 1986 feierten die Invaders mit dem Titelgewinn in der 2. Liga Nord einen ersten großen Erfolg. Im Endspiel um den Silver Bowl, dem Meisterschaftsendspiel aller zweiten Ligen, verloren die Hildesheimer allerdings gegen die München Rangers mit 21:25. Auf den möglichen Aufstieg in die 1. Bundesliga verzichteten die Invaders aus wirtschaftlichen Gründen.
1989 gelang erneut die Meisterschaft der 2. Liga Nord und diesmal stiegen die Invaders auf. Nach zwei Saisons in der höchsten deutschen Football-Liga stiegen die Invaders wieder ab.
1994 erfolgte dann aufgrund einer Ligareform der Abstieg in die Regionalliga. Dort gelang direkt die Meisterschaft und der Wiederaufstieg in die 2. Liga, wo sich die Invaders bis 2000 hielten. Durch die Insolvenz der Hildesheim Invaders Marketing GmbH konnten laufende Verpflichtungen in der Saison 2000 nicht mehr geleistet werden, sodass ein Spiel abgesagt werden musste. Der American-Football-Verband Deutschland beschloss daraufhin, die Hildesheim Invaders in die Oberliga zurückzuversetzen.
In der Saison 2001 folgte ein Neuanfang in der Oberliga, der mit der Meisterschaft und dem Regionalligaaufstieg abgeschlossen wurde. Sportlich erreichten die Invaders 2002 die Regionalliga, aber der Vereinswechsel zu Eintracht Hildesheim brachte den Zwangsabstieg um zwei Klassen in die Verbandsliga ein. Durch die Verbandsligameisterschaft und eine erneute Ligareform übersprangen die Invaders eine Klasse und konnten bereits 2005 wieder in der Regionalliga antreten.
Nach einem weiteren Abstieg 2005 und direktem Wiederaufstieg erreichten die Invaders in der Saison 2008 die Meisterschaft in der Regionalliga Nord und damit die Relegation um den Aufstieg in die GFL2. Dort konnten die Paderborn Dolphins mit 7:0 in Paderborn und zuhause 13:10 besiegt werden. Damit stiegen die Invaders passend zum 25. Jubiläum erneut in die 2. Football-Bundesliga (GFL2) auf.
In der Saison 2009 konnten die Invaders unter der Leitung von Cheftrainer Winston Huggins in der GFL2 nur zwei Spiele gewinnen und stiegen daher wieder in die Regionalliga ab. Nach einer durchwachsenen Saison 2010 übernahm Christian Kling den Cheftrainer-Posten von Winston Huggins für die Regionalligasaison 2011. In einem dramatischen Entscheidungsspiel um den Aufstieg in die GFL2 unterlagen die Invaders den Osnabrück Tigers, stiegen jedoch letzten Endes am grünen Tisch in die zweithöchste Spielklasse auf. 2012 folgte der Wiederabstieg in die Regionalliga.
In der Saison 2013 sollten die Invaders ungeschlagen bleiben (11 Siege, 1 Unentschieden) und sicherten sich somit die Meisterschaft der Regionalliga Nord und den damit einhergehenden Wiederaufstieg in die GFL2. In der darauf folgenden Spielzeit 2014 gelang es den Invaders, den Klassenerhalt in der GFL2 Nord zu sichern und den Ruf als Fahrstuhlmannschaft abzulegen. Sie belegten zum Saisonende den 5. Platz. Als kleine Sensation gab man kurz nach Ende der Spielzeit die Verpflichtung von Joe Roman als neuen Headcoach bekannt.
In der Saison 2015 konnte unter der Führung von Joe Roman die Meisterschaft in der GFL2 Nord gesichert werden. Die Hildesheim Invaders stiegen somit zum ersten Mal seit 1991 wieder in die GFL Nord auf.
Für das erste Heimspiel der GFL-Saison 2016 gegen den niedersächsischen Nachbarn New Yorker Lions aus Braunschweig zog man in das größere Friedrich-Ebert-Stadion und konnte mit 3484 Zuschauern einen neuen Zuschauerrekord aufstellen. Das Spiel ging allerdings mit 7:52 verloren. Auf einem soliden 5. Platz beendeten die Hildesheimer die Rückkehr in die höchste Spielklasse Deutschlands.
Das zweite Jahr in der GFL verlief weniger erfolgreich als im Jahr zuvor, dennoch gelang es den Hildesheimern, die zwei Spieltage vor Schluss ihren Headcoach Joe Roman und Offensive Coordinator Alex Burdette entließen, den Klassenerhalt auf dem vorletzten Tabellenplatz zu sichern.
Für die Saison 2018 verpflichteten die Invaders ihren ehemaligen Quarterback Matt LeFever als Cheftrainer und Offensive Coordinator sowie den US-Amerikaner Dwight Pattrick, der die Defensive leiten sollte. Außerdem verließ man zu Beginn des Jahres 2018 den Stammverein Eintracht Hildesheim und bildete den neu gegründeten Hildesheim Invaders e. V. Dwight Pattrick wurde durch den ehemaligen Headcoach Winston Huggins ersetzt.
Für Aufsehen sorgten die Hildesheimer mit einer Reihe namhafter Neuverpflichtungen Ende 2018, als man bekanntgab, neben Casey Therriault u. a. auch Nathaniel Morris und Anthony Dablé-Wolf verpflichtet zu haben. Auch in der Spielzeit 2019 standen zunächst Matt LeFever und Winston Huggins an der Seitenlinie. Anfang September 2019 wurden LeFever und sein Stab entlassen, da die Mannschaft sportlich hinter den Erwartungen der Vereinsführung zurückgeblieben war.
Zur Saison 2020 wurde mit Shuan Fatah als Cheftrainer und Lee Rowland als Angriffskoordinator einem Gespann die sportliche Führung übergeben, das zuvor jahrelang erfolgreich bei den Swarco Raiders Tirol gearbeitet hatte.
Im September 2020 gab der damalige Geschäftsführer bekannt, dass er die Invaders verlassen werde, um sich stattdessen mit einem Franchise an der neu gegründeten auf finanziellen Gewinn ausgerichteten European League of Football zu beteiligen. Große Teile der Mannschaft und des Trainerstabs folgten den Versprechungen Fatahs und des Managers. Nach dem überraschenden katastrophalen Aus der Vertragsverhandlungen für das neue Franchise-Teams des ehemaligen Managers, nach ähnlichen Scheitern mit dem Schützenverein 1367 von Hildesheim und dem Mittelalterverein Hildesheim, kehrten große Teile des ehemaligen GFL Teams zum Verein zurück. Die zahlreichen ausländischen bezahlten Spieler verließen Hildesheim.
Die Hildesheim Invaders traten in der Saison 2021 in der Regionalliga Nord mit nur einem Herrenteam an, das nun aus Spielern des GFL Teams, Spielern der Rogue Invaders (ehem. 2. Team) und ehemaligen Jugendspielern bestand. Für die Saison 2021 wurde Bob Madden als neuer Cheftrainer und 10 weitere Assistenztrainer verpflichtet.
Madden verließ das Team nach einer Saison und wurde zunächst durch den Kanadier Tom Cudney ersetzt. Kurz vor Start der Saison jedoch trennten sich Cudney und der Verein ohne Angabe von Gründen. Eine Woche vor dem Saisonauftakt gegen Rostock wurde dann der US-Amerikaner Marcus Herford als neuer Headcoach vorgestellt.
In der Saison 2023 gelang den Invaders in der GFL2 eine Perfekte Saison.  Aufgrund des Rückzugs der Cologne Crocodiles stiegen die Invaders dann direkt in die GFL auf.

## Mannschaften
Neben dem Herrenteam gibt es ein Jugendteam, das in der A-Jugend Regionalliga Nord spielt sowie eine Flag-Football-Jugend, die ebenfalls im Ligabetrieb eingebunden ist. Seit 2012 gibt es eine B-Tacklemannschaft, der Saisonbetrieb wurde 2013 aufgenommen. Die Senior-Flag-Mannschaft der Invaders nahm im Winter 2021 das Training wieder auf. Des Weiteren gibt es drei Cheerleaderteams.